# The Renegades (band)
The Renegades was een Britse rockband uit Birmingham tijdens de jaren 1960. De band had nooit veel succes in hun thuisland, maar ze werden populair in Finland in de jaren 1960 en in Italië van 1966 tot hun uiteenvallen in 1971. Halverwege de jaren 1970 richtten Kim Brown en Mick Webley, samen met andere muzikanten, de band Kim & The Cadillacs op.

## Geschiedenis
De Renegades werden begin jaren 1960 geformeerd in Perry Barr, Birmingham. De oorspronkelijke bezetting omvatte Kim Brown (zang, leadgitaar, keyboard), Denys 'Denny' Gibson (gitaar), Ian Mallet (basgitaar) en Graham Johnson (drums). Hun nummer Hungarian Mod, een bewerking van Hungarian Rhapsody van Franz Liszt in een mod-stijl, stond op het compilatiealbum Brum Beat uit 1964, samengesteld door David Gooch om lokale bands uit Birmingham te promoten.
De band kreeg weinig voet aan de grond in Engeland en vond meer succes in Finland na een tournee in Helsinki in oktober 1964. The Renegades veroorzaakten een soort fanatisme in Finland dat bijna vergelijkbaar was met Beatlemania in het Verenigd Koninkrijk. Ze werden bekend om hun energieke podiumoptredens, evenals de outfits die ze droegen, gestileerd naar de cavalerie-uniformen uit de Amerikaanse Burgeroorlog. Naast hun eigen nummers coverden ze vaak rock- en r&b-standards, zoals What'd I Say van Ray Charles. Terwijl hun single Cadillac in 1964 nummer twee bereikte in de Finse hitlijsten, had de band nooit een nummer één hit. De band verscheen ook in de Finse film Topralli uit 1966 van regisseur Yrjö Tähtelä.
The Renegades toerde ook en bracht muziek uit in Duitsland, Frankrijk, Zwitserland, Zweden en Italië. De band bleek ook populair in Italië en de band werd uitgenodigd om te spelen op het Italiaanse Festival van San Remo in 1966.
Denys Gibson verliet de band eind 1966 en werd vervangen door Joe Dunnett. Dunnett werd vervolgens in september 1967 vervangen door Mick Webley.
Tussen 1966 en 1970 namen The Renegades verschillende singles op voor publicatie in Italië, waarvan de meeste in het Italiaans werden gezongen, waaronder L'amore é Blu, dat de Italiaanse Top 20 bereikte. De band ging uiteindelijk uit elkaar in 1971, waarbij Brown en Webley de band Kim & The Cadillacs gingen formeren met Johnson als hun manager.
Beelden van de band verschijnen in de  film Take Care of Your Scarf, Tatiana uit 1994 van de Finse regisseur Aki Kaurismäki.
In 2019 speelde drummer Graham Johnson, het laatste levende lid van The Renegades, drie concerten in Helsinki met de Finse band Pekka Tiilikainen & Beatmakers genaamd The Renegades Revisited. In de zomer van 2021 speelden ze nog een aantal concerten.

## Bezetting
- Kim Brown (zang, gitaar, keyboards)
- Denys Gibson (gitaar, 1960-1966)
- Joe Dunnett (gitaar, 1966-1967)
- Mick Webley (gitaar, 1967-1971)
- Ian Mallet (bas)
- Graham Johnson (drums)

## Discografie
- 1964: Cadillac
- 1965: The Renegades